# Vulkansystem

Vulkansysteme in Island

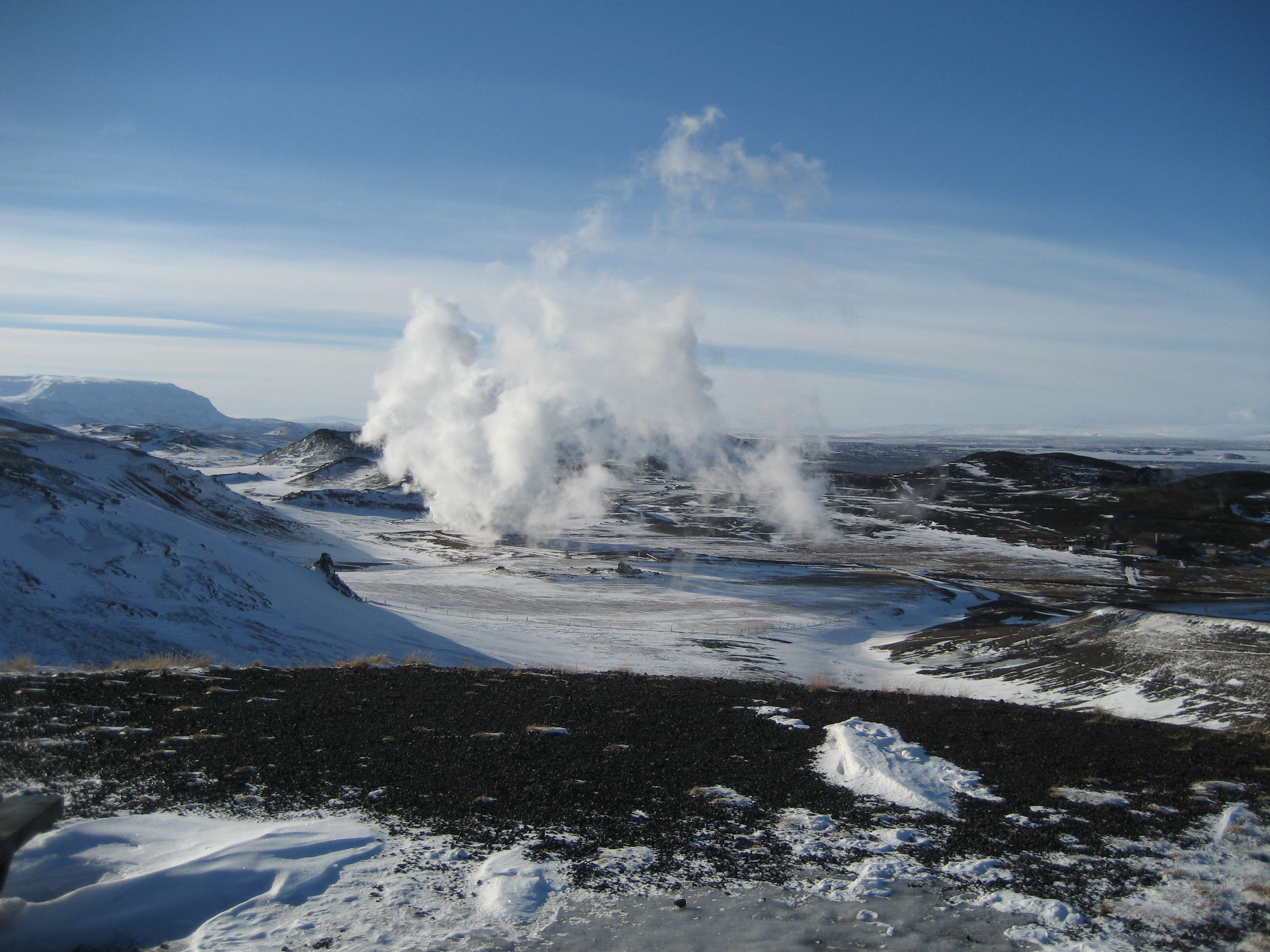
Dampfende Kraterreihe Jarðbaðshólar, Teil des Krafla-Vulkansystems in Nordisland

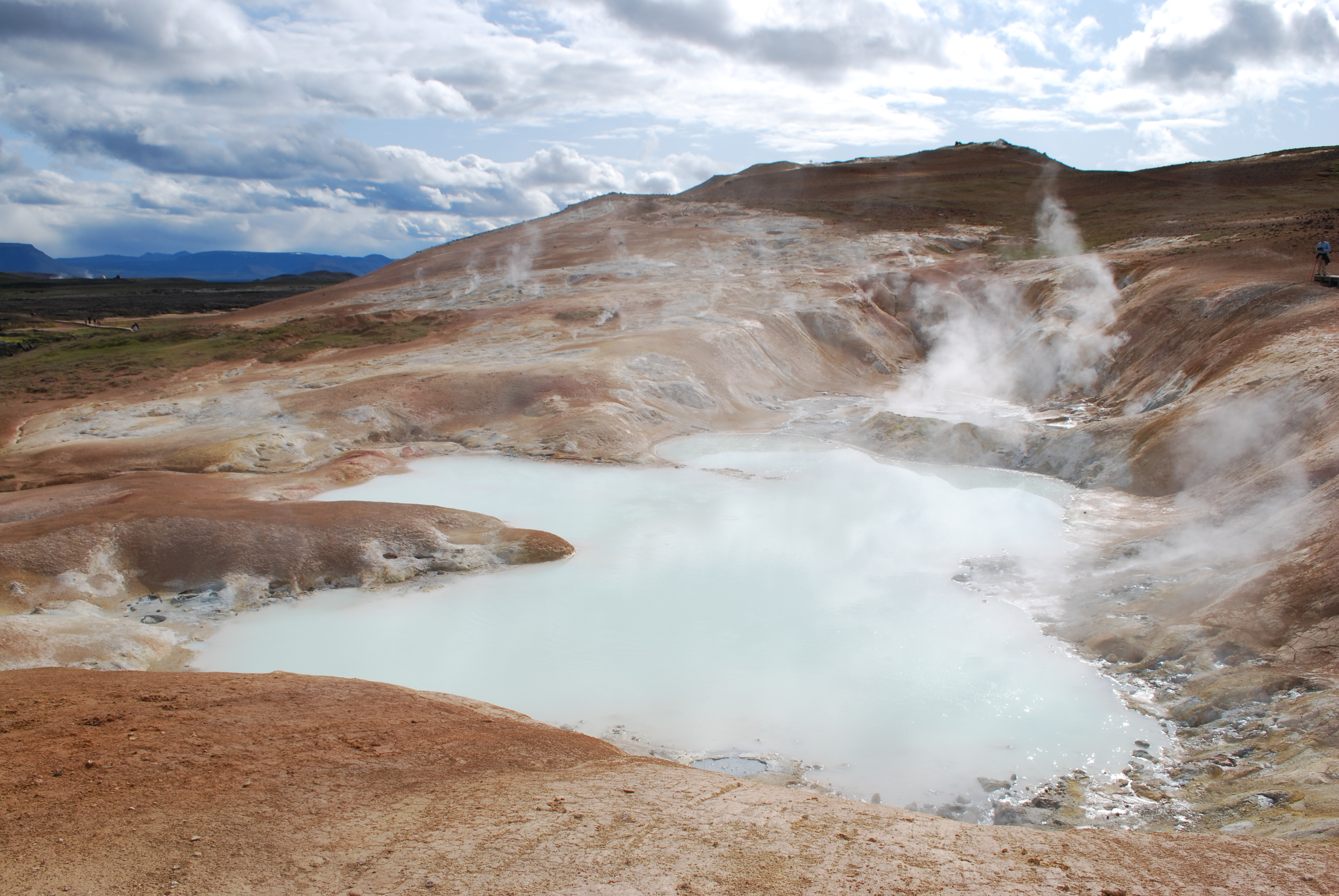
Der ca. 10 km davon entfernt liegende Leirhnjúkur gehört zum selben Vulkansystem, dem der Krafla

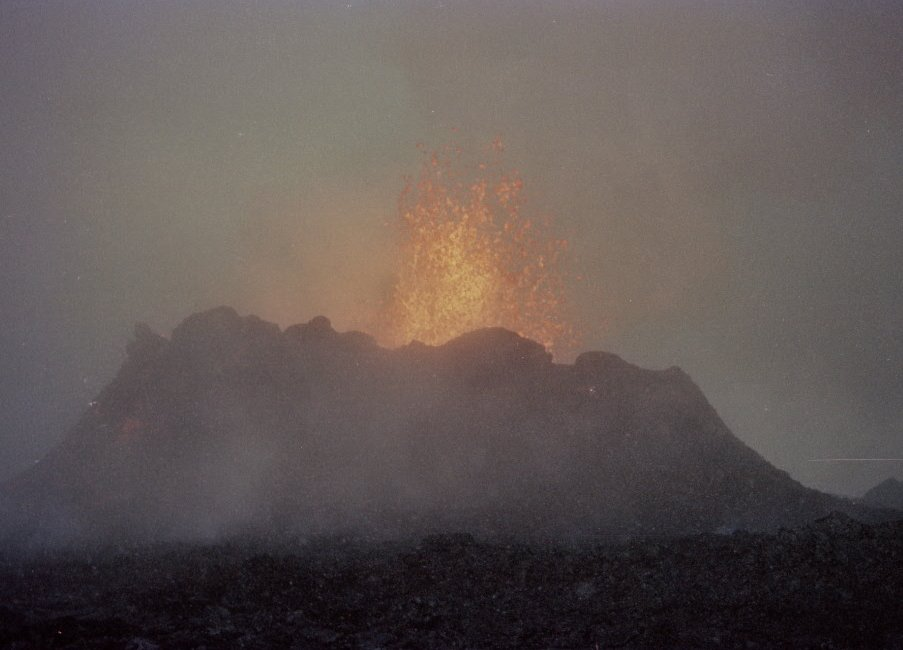
Ausbruch in einem der kleinen, zum Krafla-System gehörenden Krater, 1984

Der Begriff Vulkansystem stammt aus der Geologie. Vulkane kommen oft nicht allein vor, sondern bilden Gruppen, die durch unterirdische Förderkanäle verbunden sind. Hierfür wird oft der Begriff Vulkansystem gebraucht. Die Begrifflichkeit ist nicht ganz einheitlich. Andere Geologen sprechen in dem Zusammenhang z. B. von Vulkanfeldern. Hingegen erklärt das Vulkan-Magma-System die Vorgänge beim Aufsteigen des Magmas.

## Rolle des Zentralvulkans
Vor allem in Bezug auf Island wird der Begriff Zentralvulkan für den Berg mit der größten Magmakammer verwendet. Geologen sprechen hierbei auch von einem Vulkanherd.
Von diesem aus gehen Gänge und Förderkanäle, durch die sich das halbflüssige Magma oft bis in weite Entfernungen bewegt.

## Vulkansysteme ohne Zentralvulkan
Es gibt jedoch auch Vulkansysteme ohne Zentralvulkan.
Sie sind charakterisiert durch ein Spaltensystem und damit verbundene einzelne Vulkane. Auf Island wären Beispiele etwa die Schildvulkane auf der Halbinsel Reykjanes (Suðurnes) oder das Grímsnes-Vulkansystem.

## Vulkanausbruch im System
Wo die Umstände dies begünstigen, weil z. B. Bewegungen der Kontinentalplatten die Erdkruste beschädigt haben oder sie sehr dünn ist, kann dann das Magma aufsteigen, indem es vorhandene Gänge nutzt oder neue aufreißt.
Dies kann bis in weite Entfernungen vom eigentlichen Magma-Reservoir geschehen. Bárðarbunga, ein Zentralvulkan im isländischen Gletscher Vatnajökull, hat z. B. ein ca. 150 km langes Vulkansystem, das im Süden bis fast nach Landmannalaugar zu den Kratern der Veiðivötn reicht, die ebenfalls zu diesem System gerechnet werden. Auch Krafla im Norden von Island verfügt über ein langes Vulkansystem. Es ist bis zu 10 km breit und etwa 100 km lang.
Die Zugehörigkeit eines Vulkans zu einem Vulkansystem kann anhand Untersuchungen der chemischen Zusammensetzung der Magmen bzw. Laven festgestellt werden. Jedes Vulkansystem verfügt über eine charakteristische Magmenzusammensetzung. Gleichzeitig gibt es lokale Variationen von basischen (wie Basalt) über intermediäre (wie Andesit) bis zu felsischen Gesteinen (z. B. Rhyolithen). Nahe der Magmakammer findet man i. A. mehr felsische und intermediäre Gesteine, bei Kratern in größerer Entfernung von ihr eher basische. Die felsischen und intermediären Gesteine haben geringeres Gewicht und werden daher als erste ausgestoßen, d. h. direkt über dem Magmaherd.

## Lebenserwartung von Vulkansystemen
Vulkansysteme haben eine begrenzte Lebenserwartung, die etwa von einigen hunderttausend bis zu 1–2 Millionen Jahren reichen kann. Das erklärt sich durch die sich ständig verändernde Erdkruste. Bei Riftbewegungen etwa können sich Zugangskanäle ebenso schließen wie öffnen.